# Marie-Sophie de Hesse-Cassel
Titres
Reine consort de Danemark
13 mars 1808 – 3 décembre 1839
(31 ans, 8 mois et 20 jours)
Reine consort de Norvège
13 mars 1808 – 14 janvier 1814
(5 ans, 10 mois et 1 jour)
Marie-Sophie-Frédérique de Hesse-Cassel (en allemand : Marie von Hessen-Kassel), née le 28 octobre 1767 à Hanau (Landgraviat de Hesse-Cassel) et décédée le 21 mars 1852 à Copenhague (Danemark), reine consort de Danemark et de Norvège par son mariage avec Frédéric VI, est la fille aînée du landgrave Charles de Hesse-Cassel et de Louise de Danemark (dernière enfant de Frédéric V et de Louise de Grande-Bretagne, elle-même cinquième fille et dernière enfant de George II).

## Sa vie
Elle grandit en grande partie au Danemark, puis au château de Gottorf où son père, Charles de Hesse-Cassel, est gouverneur des provinces personnelles de la couronne danoise, le duché de Schleswig et le duché de Holstein.
Elle épouse le 31 juillet 1790 à Gottorp son cousin germain, le prince héritier Frédéric de Danemark (1768-1839), alors régent du Royaume, le futur roi Frédéric VI. Son mari est depuis 1784 (quand il a juste 16 ans) régent à la place de son père fou Christian VII, qui meurt en 1808. Le couple royal monte sur le trône officiellement seulement après la mort du roi Christian, mais en fait ils sont monarques "de facto" depuis plus de deux décennies.
Après la défaite du Danemark face à l'empereur Napoléon Ier, le Danemark perd la Norvège en 1814. La reine Marie-Sophie devient régente du Danemark en 1814-1815, pendant l'absence de son mari à l'étranger.
La reine Marie-Sophie a pleuré le manque de fils. Quand sa sœur cadette, Louise-Caroline devient veuve en 1831, la reine Marie accepte certains de ses plus jeunes enfants sous sa tutelle, à la Maison du roi. Le prince Christian, futur Christian IX, est un de ses enfants adoptifs.
Christian IX et son épouse la reine Louise, née princesse de Hesse, nomment leur deuxième fille, Marie-Sophie-Frédérique-Dagmar de Schleswig-Holstein-Sonderbourg-Glucksbourg en l'honneur de la reine.
La rose 'Reine du Danemark', obtenue en 1816, est baptisée en son hommage.

### Mariage et descendance
En 1790, elle épouse le futur Frédéric VI et lui donne huit enfants, dont six meurent en bas âge :
- Christian (1791-1791) ;
- Marie-Louise (1793-1793) ;
- Caroline (1793–1881), épouse en 1829 Frédéric-Ferdinand de Danemark (1792-1863), petit-fils de Frédéric V ;
- Louise (1795-1795) ;
- Christian (1797-1797) ;
- Louise-Julienne (1802-1802) ;
- Frédérique-Marie (1805-1805) ;
- Wilhelmine-Marie (1808-1891), qui en 1812 épouse Frédéric VII (divorcés en 1837). En 1838, elle épouse le duc Charles de Schleswig-Holstein-Sonderbourg-Glücksbourg (1813-1878).